# Automatikus kattintó

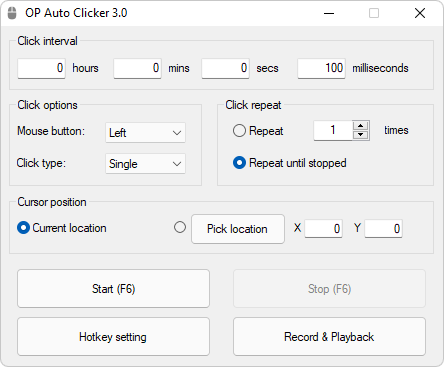
Egy automatikus kattintó beállítási oldala

Az automatikus kattintó egy olyan szoftver vagy makró, amely automatizálhatja az egér kattintását a számítógép képernyőjén. A kattintók aktiválhatók a korábban rögzített vagy a különböző aktuális beállításokból származó bemenet megismétlésére.

## Működésük
Az automatikus kattintók lehetnek olyan egyszerűek, mint az egérkattintást szimuláló programok. Az ilyen típusú automatikus kattintás meglehetősen általános, és gyakran működik bármely más számítógépes program mellett, amely akkor fut, és úgy működik, mintha egy fizikai egérgombot nyomnának le.
A bonyolultabb automatikus kattintók hasonlóak lehetnek általánosak, de gyakran egyedileg készülnek egy adott programmal való használatra, és memóriaolvasást igényelnek. Az ilyen automatikus kattintók lehetővé teszik a felhasználó számára, hogy automatizálja a legtöbb vagy az összes egérfunkciót, valamint szimulálja a billentyűzetbemenetek teljes készletét. Az egyedi gyártású automatikus kattintók hatóköre szűkebb lehet, mint az általános automatikus kattintóké.
Az automatikus kattintók, amelyeket más néven automatizálási szoftvereknek is neveznek, rendelkezhetnek olyan funkciókkal, amelyek lehetővé teszik a feltételes válaszreakciókat.

## Példák Automatikus kattintó programokra

### Windows
- AutoIt
- Macro Express
- iMacros
- thinBasic
- Expect
- AutoHotkey

### macOS
- Automator

### Linux
- AutoKey

### Web-based
- Bookmarklet
- iMacros

## Fordítás
- Ez a szócikk részben vagy egészben  az   Auto clicker című angol Wikipédia-szócikk ezen változatának fordításán alapul.  Az eredeti cikk szerkesztőit annak laptörténete sorolja fel. Ez a jelzés csupán a megfogalmazás eredetét és a szerzői jogokat jelzi, nem szolgál a cikkben szereplő információk forrásmegjelöléseként.